# زاوية وريدية

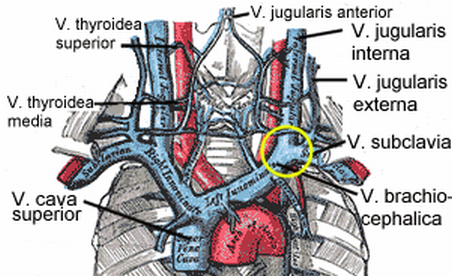

الزاوية الوريدية (أو زاوية بيروغوف Pirogoff's angle، اللاتينية: angulus venosus) هي تقاطع الوريد الوداجي الداخلي مع الوريد تحت الترقوة في كلا الجانبين من الرقبة. الوريد الوداجي الخارجي و الأمامي  و الوريد الفقري تتقارب تجاهها. تقوم القناة الصدرية (تعرف أيضا بالقناة اللمفية اليسرى) بتصريف اللمف إلى الدورة الدموية عند  منطقة الزاوية الوريدية اليسرى.